# The End of the War

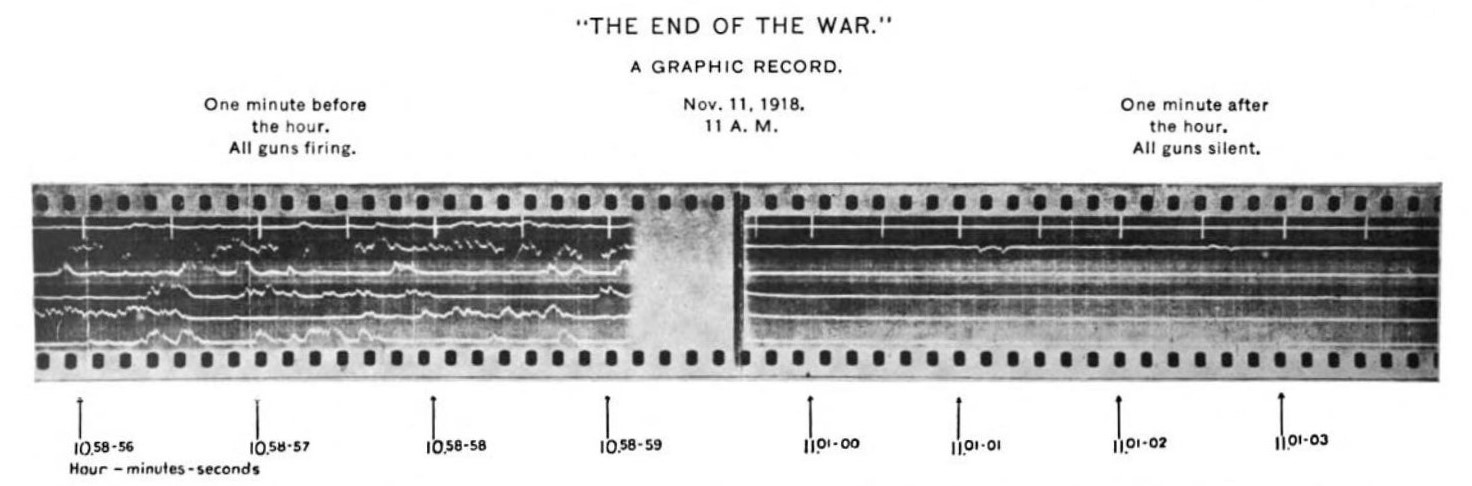
La registrazione "The End of the War"

The End of the War (La Fine della Guerra in italiano) è una registrazione che segna la fine della prima guerra mondiale ottenuta dall'American Expeditionary Forces nei pressi del fiume Mosella l'11 novembre 1918.

## Contesto
Durante la prima guerra mondiale, le truppe statunitensi utilizzarono la fotografia aerea per individuare le postazioni tedesche. Tuttavia, quando il sistema fotografico fu perfezionato, si trovarono alle prese con la mimetizzazione, che riuscì a confondere le truppe. Per risolvere questo problema, l'Engineer Department of the Army degli Stati Uniti sviluppò un nuovo sistema basato sul suono per individuare la posizione dell'artiglieria nemica e gli aerei che volavano nella loro zona.
Poiché l'udito umano non era in grado di individuare esattamente le postazioni dell'artiglieria, si utilizzarono dei geofoni elettromagnetici, sviluppati dai francesi, potenziati e studiati direttamente dal Bureau of Standards di Washington che segnavano le onde sonore percepite sul terreno attraverso un ago su carta fotografica calibrata. L’11 novembre 1918, la registrazione segnò esattamente il momento della fine della prima guerra mondiale. Dall'estratto dell'originale lungo 7 secondi, dalle 10:58:56 alle 11:01:03, si può vedere il momento in cui i cannoni dell’artiglieria smisero di sparare, esattamente alle 11:00:00 della mattinata. Il silenzio che seguì venne interrotto solamente da due colpi di pistola sparati nei pressi di un microfono per festeggiare. L'estratto originale è conservato presso l'Imperial War Museum di Londra.